# Hugo (Oklahoma)
Hugo è una città e capoluogo della contea di Choctaw, Oklahoma, Stati Uniti. Si trova nel sud-est dell'Oklahoma a circa 9 miglia (14 km) a nord della linea di confine con il Texas. Al censimento del 2010, la popolazione della città era di 5 310 abitanti.
La città fu fondata nel 1901 e intitolata allo scrittore francese Victor Hugo. La città funge da alloggio invernale per alcuni artisti circensi. È adiacente a una delle più antiche scuole ad ovest del Mississippi: la Goodland Academy, aperta nel 1848.
La città si trova in un'area culturale dello stato conosciuta come Little Dixie, in quanto fu colonizzata da tribù native americane, afroamericani ed euroamericani dagli Stati Uniti sud-orientali. È vicino all'area turistica del Kiamichi Country.

## Geografia fisica
Secondo lo United States Census Bureau, ha un'area totale di 6,42 mi² (16,63 km²).

## Società

### Evoluzione demografica
Secondo il censimento del 2010, la popolazione era di 5 310 abitanti.

### Etnie e minoranze straniere
Secondo il censimento del 2010, la composizione etnica della città era formata dal 55,0% di bianchi, il 21,8% di afroamericani, il 13,9% di nativi americani, lo 0,4% di asiatici, lo 0,0% di oceanici, il 7,9% di altre razze, e il 3,9% di due o più etnie. Ispanici o latinos di qualunque razza erano il 3,5% della popolazione.